# Rubén Bravo
Rubén Bravo   (Microregió de Cruz Alta, 16 de novembre de 1923 - Guatemala, 24 d'agost de 1977) fou un futbolista argentí de la dècada de 1950.
Fou 3 cops internacional amb la selecció argentina. Pel que fa a clubs, passà la major part de la seva carrera a França.